# ویتلند (ویرجینیا)
ویتلند (به انگلیسی: Wheatland) یک منطقهٔ مسکونی در ایالات متحده آمریکا است که در شهرستان لادن، ویرجینیا واقع شده‌است.